# Modular Audio Recognition Framework
Modular Audio Recognition Framework (MARF), es decir: Marco de trabajo de audioreconocimiento modular, es una plataforma de investigación y una colección de la voz/el sonido/discurso/texto y procesamiento natural de idioma (NLP) los algoritmos escrito en Java y arreglado en una armazón modular y extensible que procura facilitar la adición de nuevos algoritmos. MARF puede actuar como una biblioteca en aplicaciones o es utilizado como una fuente para aprender y extensión. Unas pocas aplicaciones del ejemplo son proporcionadas para mostrar para cómo utilizar la armazón. Hay también un manual detallado y la referencia de API en el formato de javadoc como el proyecto tiende a ser documentado. MARF y sus aplicaciones son liberados bajo una licencia del BSD.